# Levenhookia stipitata
Levenhookia stipitata är en tvåhjärtbladig växtart som beskrevs av Ferdinand von Mueller. Levenhookia stipitata ingår i släktet Levenhookia och familjen Stylidiaceae. Inga underarter finns listade i Catalogue of Life.